# Klingenbach (Bühler, Cröffelbach)
Der Klingenbach ist ein nicht ganz zwei Kilometer langer Bach auf der Randhöhe und am rechten Hang des unteren Bühlertals im Gemeindegebiet von Wolpertshausen im Landkreis Schwäbisch Hall im nordöstlichen Baden-Württemberg, der im Wolpertshausener Talweiler Cröffelbach von rechts und Nordosten in die untere Bühler mündet.
Der Klingenbach ist der zweite Zufluss der Bühler in Cröffelbach nach dem Cröffelbach, der nur wenig oberhalb im Weiler von derselben Seite mündet. Viel weiter aufwärts mündet im Bühlerzeller Weiler Heilberg ein weiterer Klingenbach von links in die obere Bühler.

## Geographie

### Verlauf
Der Klingenbach beginnt seinen Lauf auf etwa 422 m ü. NHN am Nordsaum des Dorfes Wolpertshausen an der Raiffeisenstraße, wo an der Südseite von dieser eine Baumreihe einsetzt. Der Bach fließt zunächst in einem Graben der Straße am Ortsrand Wolpertshausens entlang nach Westsüdwesten. Nach etwa 600 Metern unterquert er am Westende des Dorfes in einem kurzen verdolten Abschnitt die K 2556 nach Hohenberg, danach beginnt auf etwa 405 m ü. NHN rund 0,5 km nach dem Bachursprung die namengebende Klinge des Baches, eine steile, bewaldete Muschelkalkschlucht, durch die er schnell zu Tale fließt. In ihr stürzt der Bach über Kalkbänke herab  und lagert anderswo sein Geschiebe am, in dem er bei sommerlich geringer Wasserführung ganz verschwinden kann. Links begleitet ihn hierbei die zur Landesstraße 2218 herabgestufte frühere B 14 nach Cröffelbach hinab.
Nach etwas mehr als der Hälfte seines Laufes wendet er sich in seiner Klinge auf Südwestlauf und erreicht dann den nördlichen Ortsrand von Cröffelbach, wobei der schon zu einer Baumgalerie verengte Wald langsam aussetzt. Neben dem Steigenfuß der Landesstraße läuft er kurz in einem künstlichen rechteckigen Trog mit einer Schuttfangeinrichtung und verschwindet dann unter der Straße hindurch in einem unterirdischen Kanal. Hinter den Häusern auf der anderen Straßenseite tritt er wieder ins Freie und mündet dann etwa 50 Meter weiter auf rund 265 m ü. NHN von rechts und Nordosten in die untere Bühler, etwas unterhalb von deren Stauwehr in Cröffelbach, vor welchem abgehend dieser links ein Triebwerkskanal für ein Elektrizitätswerk in der gegenüberliegenden Mühlstraße parallel läuft.
Der Klingenbach durchläuft seinen etwa 1,3 km langen Abschnitt ab dem Beginn seiner Klinge, auf dem er rund 158 Meter an Höhe verliert, mit einem mittleren Sohlgefälle von 83 ‰.

### Einzugsgebiet
Der Klingenbach hat ein Einzugsgebiet von etwa 1,8 km² im Naturraum Kocher-Jagst-Ebenen, dessen größerer Anteil auf der Hochfläche rechts des Bühlertals bis herunter in die obere Klinge dem Unterraum Östliche Kocher-Jagst-Riedel angehört, der nur mehr kleine Teil am Hang und auf dem Talgrund des Bühlertals rechnet zum Unterraum Mittleres Kocher- und Unteres Bühlertal. Der Bach entsteht im Übergangsbereich zwischen der noch zum Unteren Keuper rechnenden Lettenkeuper-Decke (Erfurt-Formation) im Bereich der Kocher-Jagst-Ebenen und der Hohenloher Ebene, seine Klinge schneidet sich dann ins Schichtpaket des gesamten Muschelkalks ein, vom hangsteilen Oberen über den flacher am Hang ausstreichenden Mittleren Muschelkalk bis zur Mündung im Unteren Muschelkalk, der wenig oberhalb von Cröffelbach auf dem Talgrund der Bühler einsetzt.
Die nördliche Wasserscheide vom Ostende Wolpertshausens bis etwas westlich von Hohenberg grenzt ans Einzugsgebiet des Haßfelder Grimmbachs, der westlich über den unteren Grimmbach zum Kocher entwässert. Auf ihr liegt mit dem etwas über 445 m ü. NHN erreichenden Gipfel einer Kuppe in den Langäckern etwas nordöstlich von Hohenberg der höchste Punkt im Einzugsgebiet. Von westlich Hohenbergs zieht die rechte Wasserscheide dann fast südwärts über zuletzt den steilen Bühlertalhang hinab bis zur Mündung. Die linke und südsüdöstliche Wasserscheide steigt von dort über den Pfostenhalde genannten Bühlertalhang wieder aufwärts und läuft dann auf der Hochebene durch Wolpertshausen wieder zurück zur oberen Spitze des Einzugsgebietes im Osten des Dorfes. Jenseits entwässert hier durchweg der nur etwa hundert Meter oberhalb des Klingenbachs mündende Cröffelbach, der durch die westwärts laufende Lochklinge von der Hochebene nach Cröffelbach herabfließt.
Auf dem größeren Flächenanteil auf der Hochebene steht fast kein Wald, abseits der engeren Talmulde dominieren dort in der Flur die Äcker. Im Bereich der steilen Bühlertalhänge, vor allem rechts der Bachklinge am südexponierten Hang unterhalb von Hohenberg, lagen früher Weinberge. Heute liegt das Terrain fast brach und verbuscht ausgehend von den alten Steinriegeln mehr und mehr.
Über die Pfostenhalde zwischen der Klinge des Klingenbachs und der Lochklinge erklimmt die rechte Cröffelbacher Steige aus dem Bühlertal in drei langen Serpentinenschlägen die Randhöhe. Vor dem Bau der A 8, die heute wenig vor dem Nordrand des Einzugsgebietes läuft und weiter westlich den Taleinschnitt des Kochers überbrückt, war die damals stärker befahrene steile Steige im Zuge der alten B 14 vor allem im Winter ein bedeutendes Verkehrshindernis.
Der Bach und sein Einzugsgebiet liegen im Gebiet der Gemeinde Wolpertshausen, deren namengebendes Dorf sich auf dem Hügelrücken zwischen den Hochebenenmulden von Klingenbach und konkurrierendem Cröffelbach entlangzieht. Der im Westen davon zugehörige Höhenweiler Hohenberg liegt ganz, vom Talweiler Cröffelbach ein großer Sektor im Einzugsgebiet.

## Natur und Schutzgebiete
Der Klingenbach führt in seiner Klinge nur zeitweise Wasser. Im von Blockschutt übersäten Bett versickert auch dann zuweilen der Durchfluss abschnittsweise. Über dem Lauf ragen oft Felspartien auf und der Bach fällt mehrfach über hufeisenförmigen Sturzkanten von erosionsresistenten Kalksteinbänken herab.
Am rechten Oberhang der Klinge steht überwiegend Wald mit dazwischen einigen Magerrasenflächen. Steinriegelreste an diesem südexponierten Abhang deuten auf früheren Weinbau hin. Partienweise liegt auch grober Blockschutt.
Der Bach mündet zuletzt im Naturschutzgebiet Unteres Bühlertal, das sich als schmaler Streifen beidseits des Flusses auch durch den Weiler Cröffelbach zieht. Seine Klinge und die zur Bühler stark abfallenden Teile des Einzugsgebietes außerhalb der Ortsweichbilder gehören zum Landschaftsschutzgebiet Bühlertal zwischen Vellberg und Geislingen mit Nebentälern und angrenzenden Gebieten.

### LUBW
Amtliche Online-Gewässerkarte mit passendem Ausschnitt und den hier benutzten Layern: Lauf und Einzugsgebiet des Klingenbachs

Allgemeiner Einstieg ohne Voreinstellungen und Layer: Daten- und Kartendienst der Landesanstalt für Umwelt Baden-Württemberg (LUBW) (Hinweise)
1. 1 2 3 4  Höhe nach dem Höhenlinienbild auf dem Hintergrundlayer Topographische Karte.
2. ↑  Länge nach dem Layer Gewässernetz (AWGN).
3. ↑  Einzugsgebiet abgemessen auf dem Hintergrundlayer Topographische Karte.
4. 1 2  Länge abgemessen auf dem Hintergrundlayer Topographische Karte.
5. ↑  Schutzgebiete nach den einschlägigen Layern, Natur teilweise nach dem Layer Biotop.

### Andere Belege
1. ↑  Wolf-Dieter Sick: Geographische Landesaufnahme: Die naturräumlichen Einheiten auf Blatt 162 Rothenburg o. d. Tauber. Bundesanstalt für Landeskunde, Bad Godesberg 1962. → Online-Karte (PDF; 4,7 MB)
2. ↑  Geologie nach: Mapserver des Landesamtes für Geologie, Rohstoffe und Bergbau (LGRB) (Hinweise)